# Torymus rudbeckiae
Torymus rudbeckiae är en stekelart som beskrevs av William Harris Ashmead 1890. Torymus rudbeckiae ingår i släktet Torymus och familjen gallglanssteklar. Inga underarter finns listade i Catalogue of Life.